# See You Next Tuesday (Band)
See You Next Tuesday ist eine US-amerikanische Deathcore-Band aus Bay City (Michigan), die momentan bei Ferret Records unter Vertrag steht.

## Geschichte
Die Idee einer Band war ursprünglich nur als Witz gemeint. Als sie jedoch bemerkten, dass ihre frühen Liveauftritte gut verliefen, begannen sie die Sache ernst zu nehmen. Bis heute wurden zwei EPs und zwei Alben veröffentlicht.
Nachdem Gründungsmitglied Brandon „Bear“ Schroder (Gesang) die Band verlassen hatte, erklärte Bassist Travis Martin in einem Interview:

“Bear left for a number of reasons, the main reason being his health. On the last tour he did with us he had a lot of chest pain and felt really weak by tour's end. He went to the hospital and found out his lungs were only working at a fraction of what they should have been. His doctor told him that his only option was to stop screaming, which was actually the second time he had been told. This time he thought it best to listen.”

„Bear stieg wegen zahlreicher Gründe aus, ein Hauptgrund war seine Gesundheit. Auf der letzten Tour, die er mit uns machte, verspürte er Schmerzen in der Brust und fühlte sich sehr schwach als die Tour zu Ende war. Also ging er ins Krankenhaus und fand heraus, dass seine Lunge nur noch für einen Bruchteil arbeitete als sie hätte sollen. Sein Arzt sagte ihm, er solle mit dem Screaming aufhören, was ihm eigentlich schon zum zweiten Mal geraten wurde. Diesmal dachte er, es ist das Beste zu gehorchen.“

Das Debütalbum Parasite, welches 14 Songs enthält, musste nach Aussagen der Band zweimal aufgenommen werden, da die erste Aufnahme bei einem Computerabsturz verloren ging. See You Next Tuesday tourten mit Bands wie August Burns Red, Job for a Cowboy, Suicide Silence und Despised Icon.
Seit August 2009 ist die Band inaktiv, jedoch nicht aufgelöst.
2020 begann die Band am Schreiben eines neuen Albums. Seit 2022 veröffentlichte die Bands wieder mehrere Single-Auskopplungen und schließlich das Album Distractions über ihr neues Label (Good Fight Music).

## Stil
Der Musikstil der Band wird oft der experimentellen Form des Deathcore zugeordnet. Außerdem lassen sich viele Einflüsse aus dem Grindcore erkennen.

## Diskografie
- 2005: This Was a Tragedy (EP)
- 2005: Summer Sampler (EP)
- 2007: Parasite (Ferret Music)
- 2008: Intervals (Ferret Music)
- 2023: Distractions (Good Fight Music)
- 2024: Relapses (Good Fight Music)